# Chambre à air

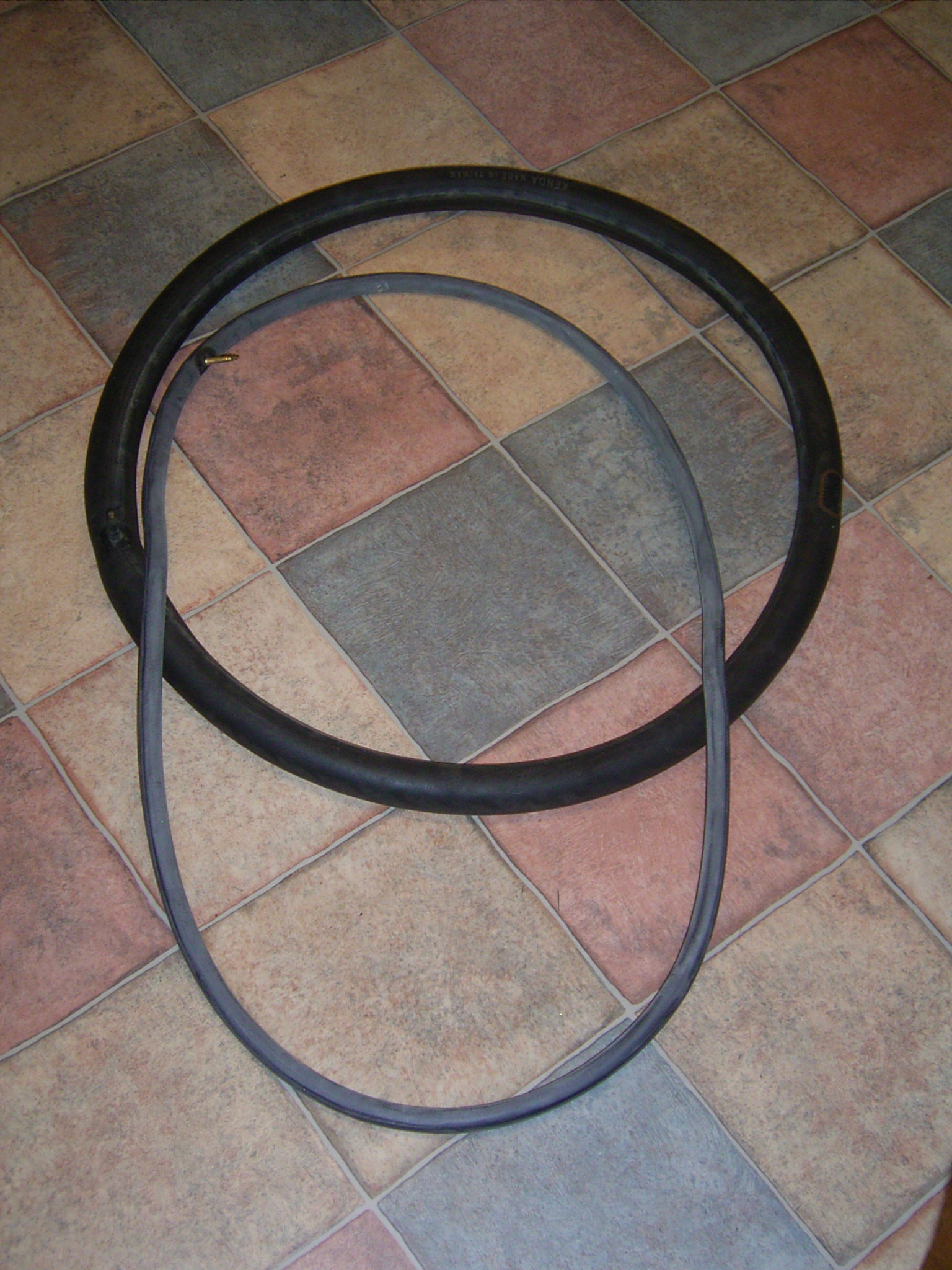
Deux chambres à air de bicyclette (vélo tout terrain et vélo de course).

La chambre à air est un boyau en caoutchouc rempli d'air (pour un ballon on parle plutôt de vessie). 
Dans le bandage pneumatique démontable, à l'intérieur duquel elle se trouve protégée, elle maintient de l'air contenu à haute pression et offre une bonne résistance au roulement, permettant un système de roulage sur route ou chemins plus confortable et plus performant que les précédents. La chambre à air a été mise au point à la fin du XIXe siècle pour remplacer le bandage caoutchouté plein en usage auparavant sur les cycles et les véhicules automobiles. 
Actuellement, les chambres à air sont généralement faites d'un caoutchouc dit caoutchouc (halo)butyl, à faible perméabilité à l'air.

## Histoire, matériaux
Constituées à l'origine de latex naturel et de noir de carbone (stabilisateur), les chambres à air sont par la suite constituées de caoutchouc synthétique rendu plus résistant et étanche par adjonction d'acrylonitrile, de manière à les rendre plus résistants aux variations de températures et de pressions (avec pour inconvénient d'avoir rendu ce caoutchouc très peu biodégradable et difficile à recycler).
Le noir de carbone (qui tend à être remplacé par des particules fines de silice jugées moins nocives pour l'environnement) améliore le comportement mécanique du pneu (et de la chambre à air) et alors que des particules de petite taille (de silice ou carbone) sont utilisées dans la bande de roulement et la carcasse du pneu, elles peuvent être plus grosses dans le caoutchouc de la chambre à air.
Depuis plusieurs décennies, de nouveaux matériaux, notamment de type polymères nanocomposites, sont étudiés, développés par la R&D et pour certains déjà utilisés pour et par l'industrie du pneu et de la chambre à air afin d'améliorer les propriétés physicochimiques du caoutchouc ; ces matériaux « multiphases » peuvent incorporer des nanofibres, des nanoparticules, des nanotubes, de la nanosilice, des nanoargiles et d'autres éléments de charge nanométriques et des nanocomposites dispersés à l'intérieur de matrices polymères. 
L'évolution technique fait qu'au XXIe siècle, les pneus de voiture, de plus en plus souvent, n'ont plus de chambre à air, mais les poids lourds, ou des véhicules non motorisés légers comme le vélo, ainsi que d'autres engins en utilisent encore, presque entièrement faite d'un matériau synthétique caoutchouteux vulcanisé et conçu pour résister à la pression de l'air et à la relative flexibilité du pneu, de manière à absorber les chocs et à protéger le cadre de la roue.

## Fonctionnement

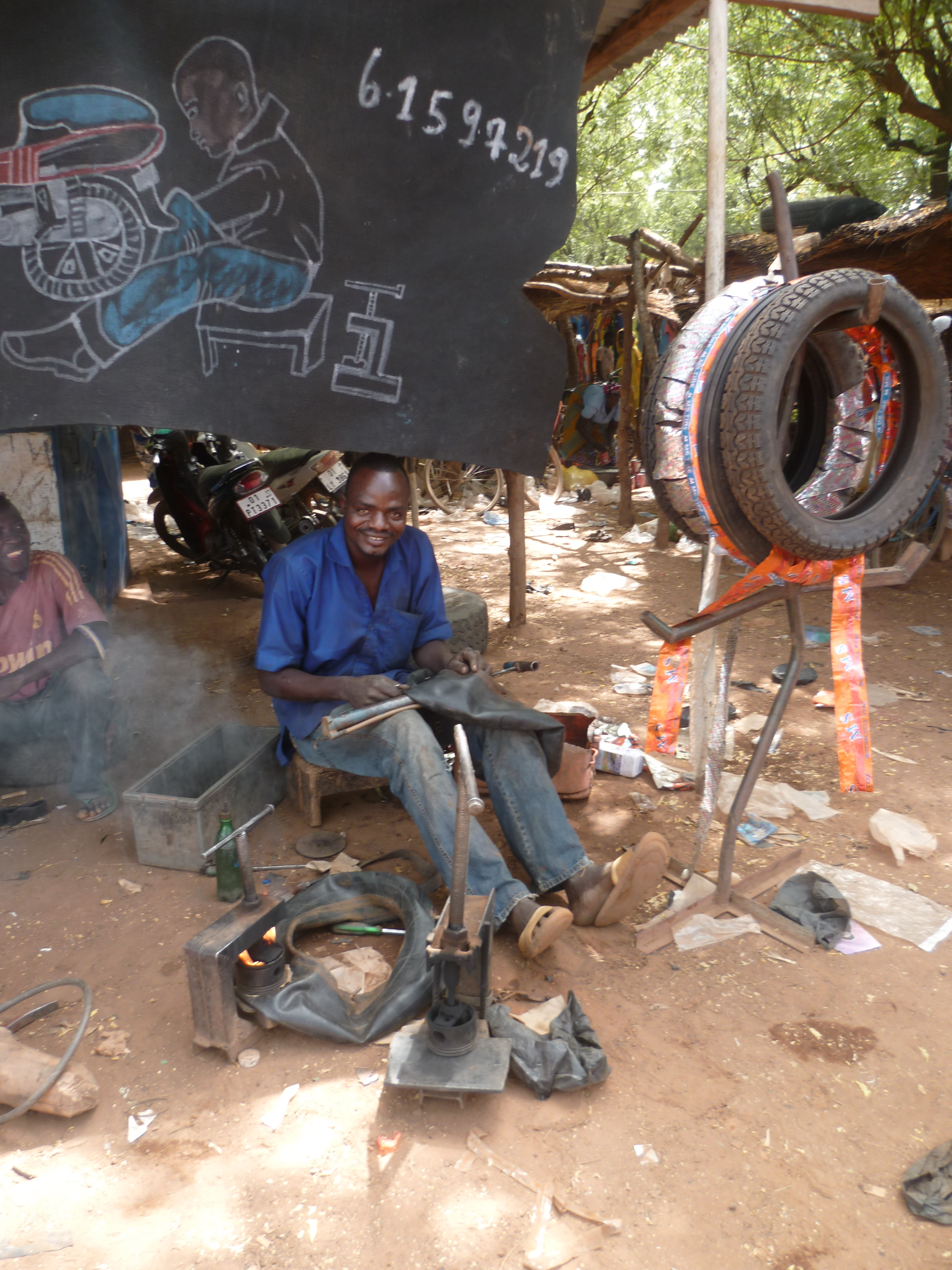
Réparation de chambres à air au Burkina Faso.

Logée à l'intérieur du pneu et contre la jante, elle est munie d'une valve permettant de la gonfler. La pression de l'air à l'intérieur dépend du type de véhicule, de la dimension du pneu et du type d'activité pratiquée. Les chambres à air peuvent se réparer avec une rustine et un produit de vulcanisation à froid.

## Historique
En 1887, l'Écossais John Boyd Dunlop a l'idée d'entourer les roues en bois de la bicyclette de son fils avec des tubes en caoutchouc remplis d'air afin d'en améliorer le confort, le bruit, la vitesse et l'adhérence sur route. Son pneumatique a un succès immédiat dans le monde du vélo, les grands champions de l'époque l'utilisent avec succès. John Boyd Dunlop dépose le brevet du pneu à air avec valve le 7 décembre 1888.  
En 1891, Édouard et André Michelin (Michelin) perfectionnent le produit à la suite d'une demande de réparation à Clermont-Ferrand d'un cycliste anglais équipé des simples boudins en caoutchouc inventés par Dunlop. Ils inventent le premier pneumatique démontable avec une chambre à air indépendante du pneumatique. L'usine Michelin commence à produire ces pneus démontables en mai 1891. Son directeur, Édouard Michelin, dépose les brevets sur ce « concept de pneu démontable » du 18 juin au 14 août 1891.
Le pneumatique démontable avec chambre à air, devenu d'un usage universel, est utilisé par toutes sortes de véhicules et d'engins, depuis les bicyclettes jusqu'aux avions gros porteurs, en passant par les motocyclettes, automobiles, poids lourds, tracteurs agricoles, chariots et diables, engins de chantier et métros, sans oublier les brouettes de jardin et les trottinettes.

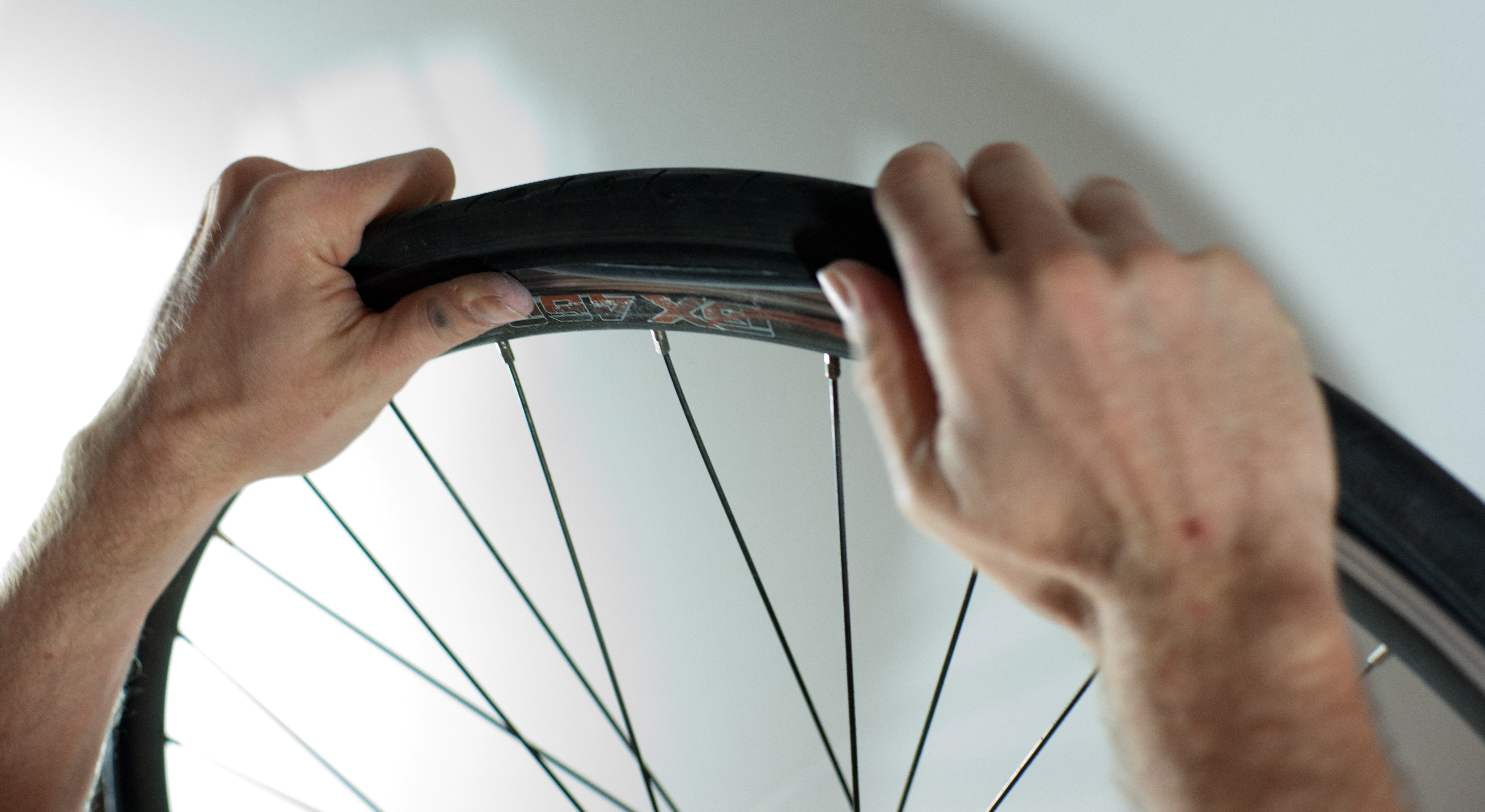
Mise en place d'une chambre à air de vélo.
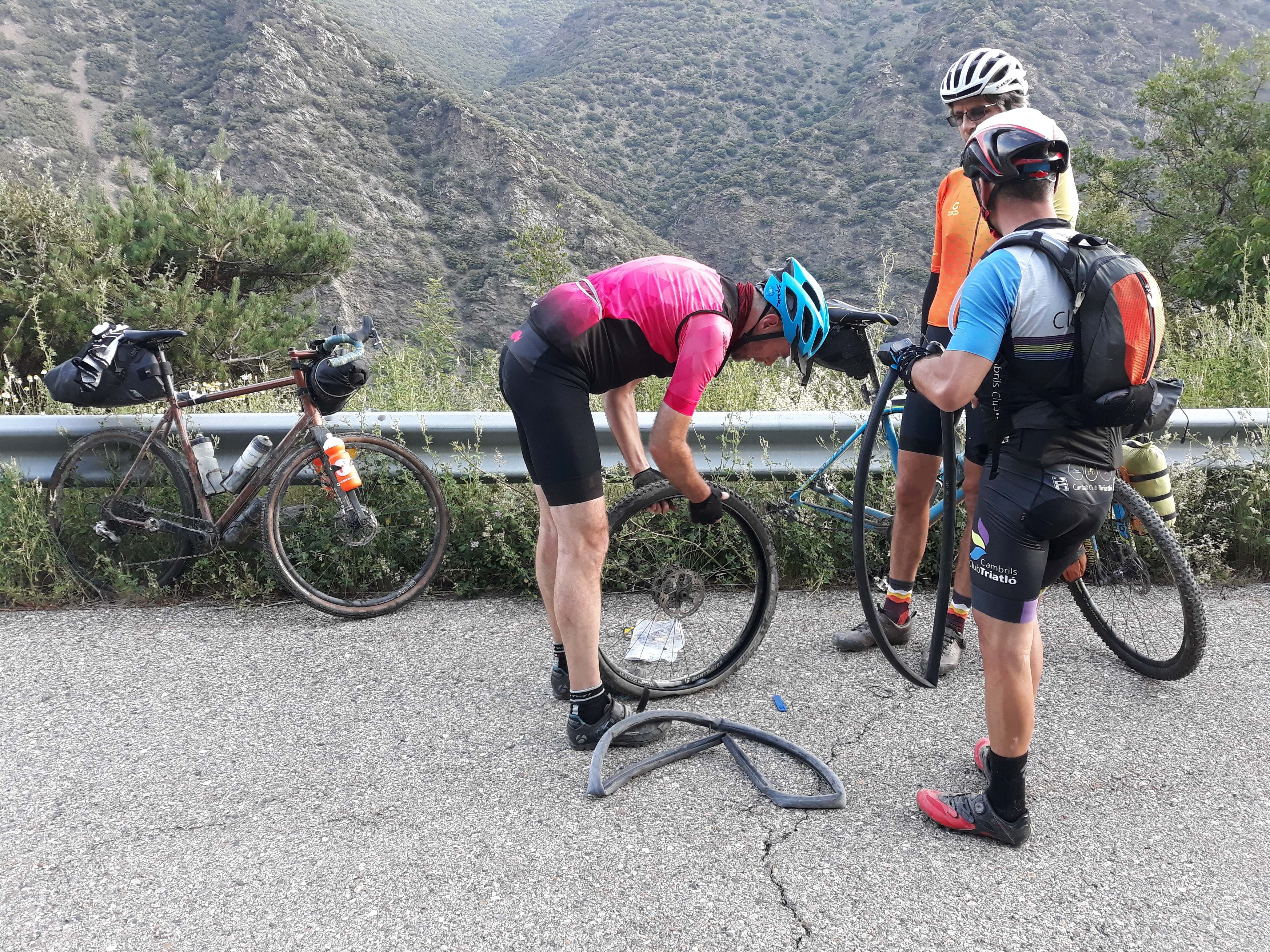
Changement de chambre à air sur la route.
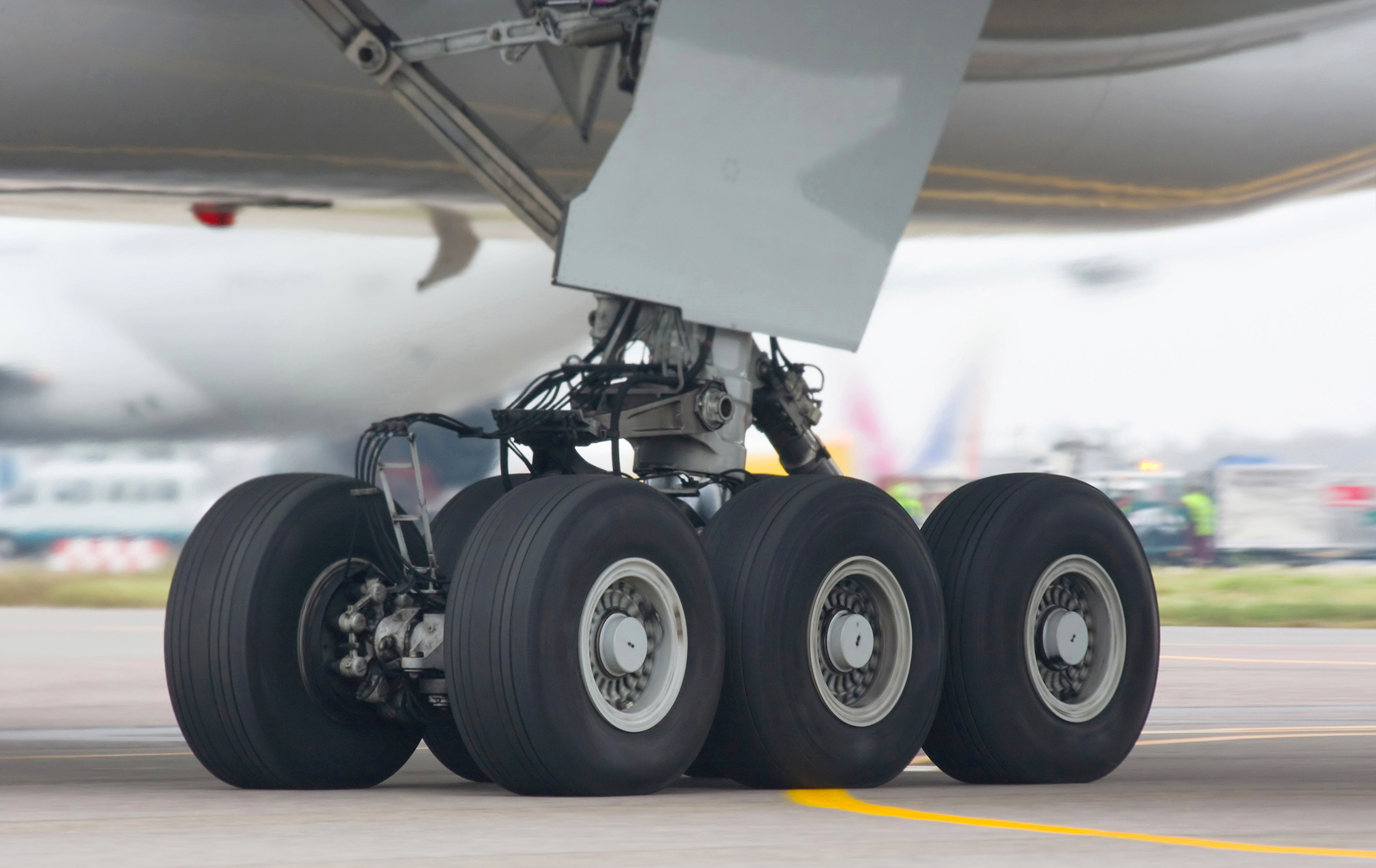
Train d'atterrissage d'un Boeing.
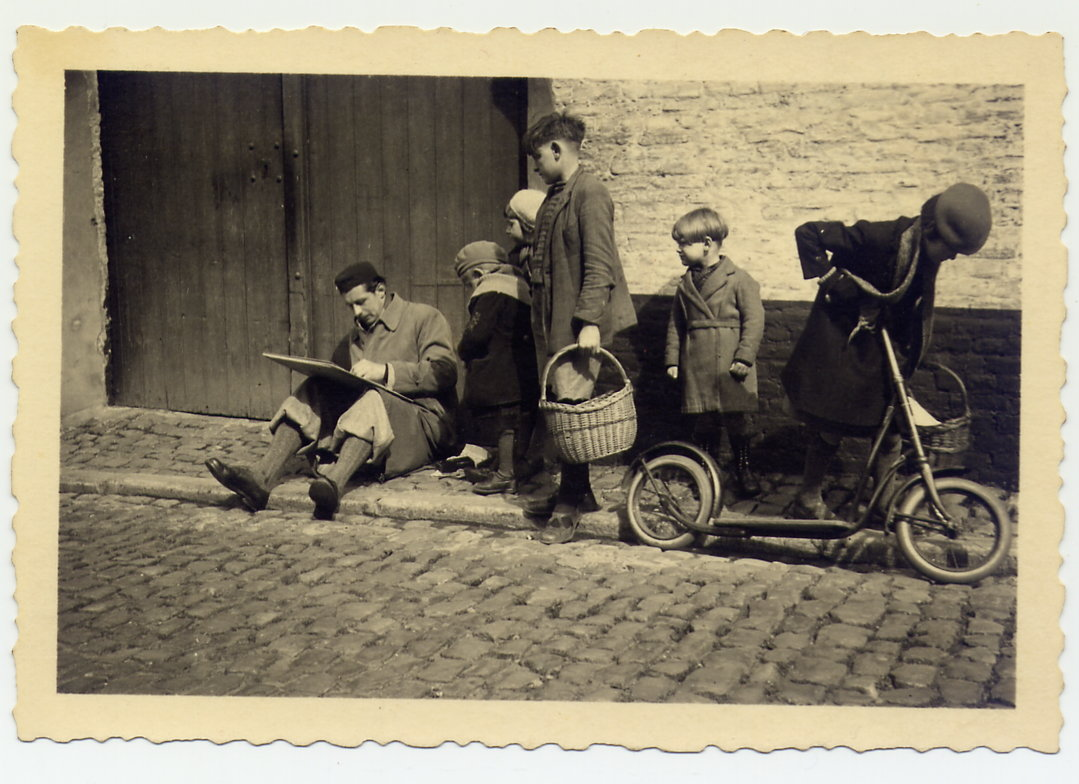
Trottinette en 1936.
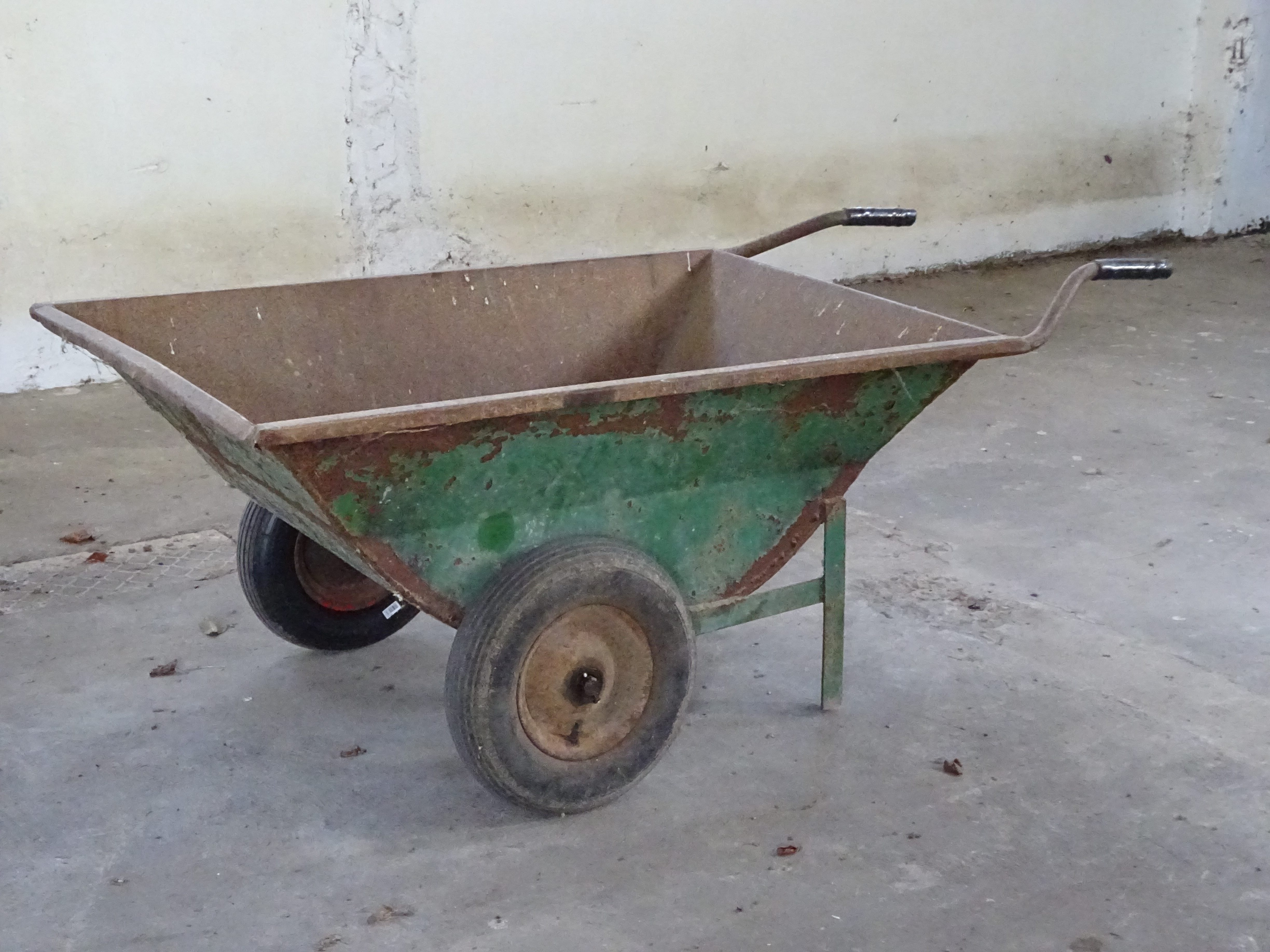
Brouette.
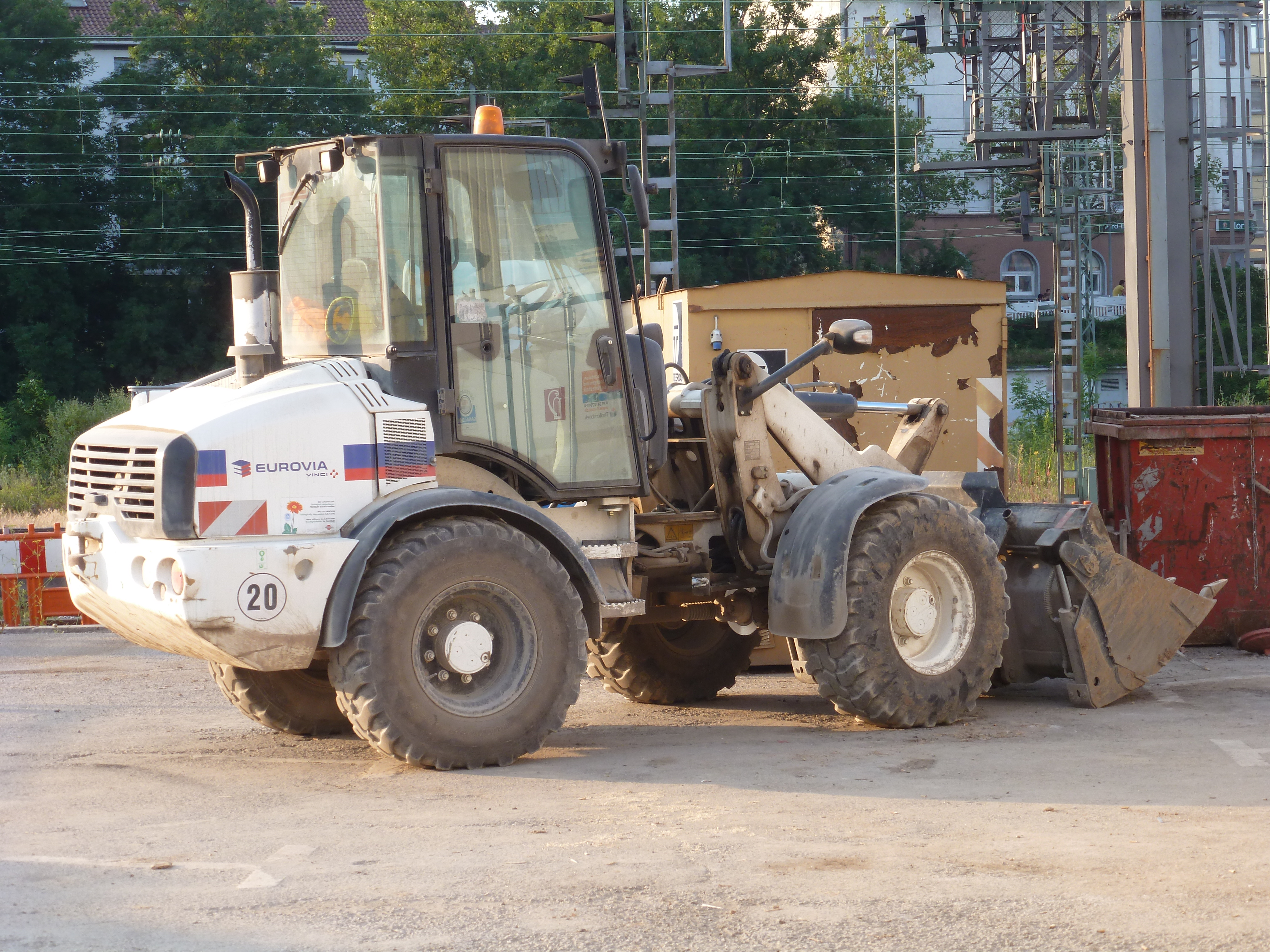
Bulldozer.
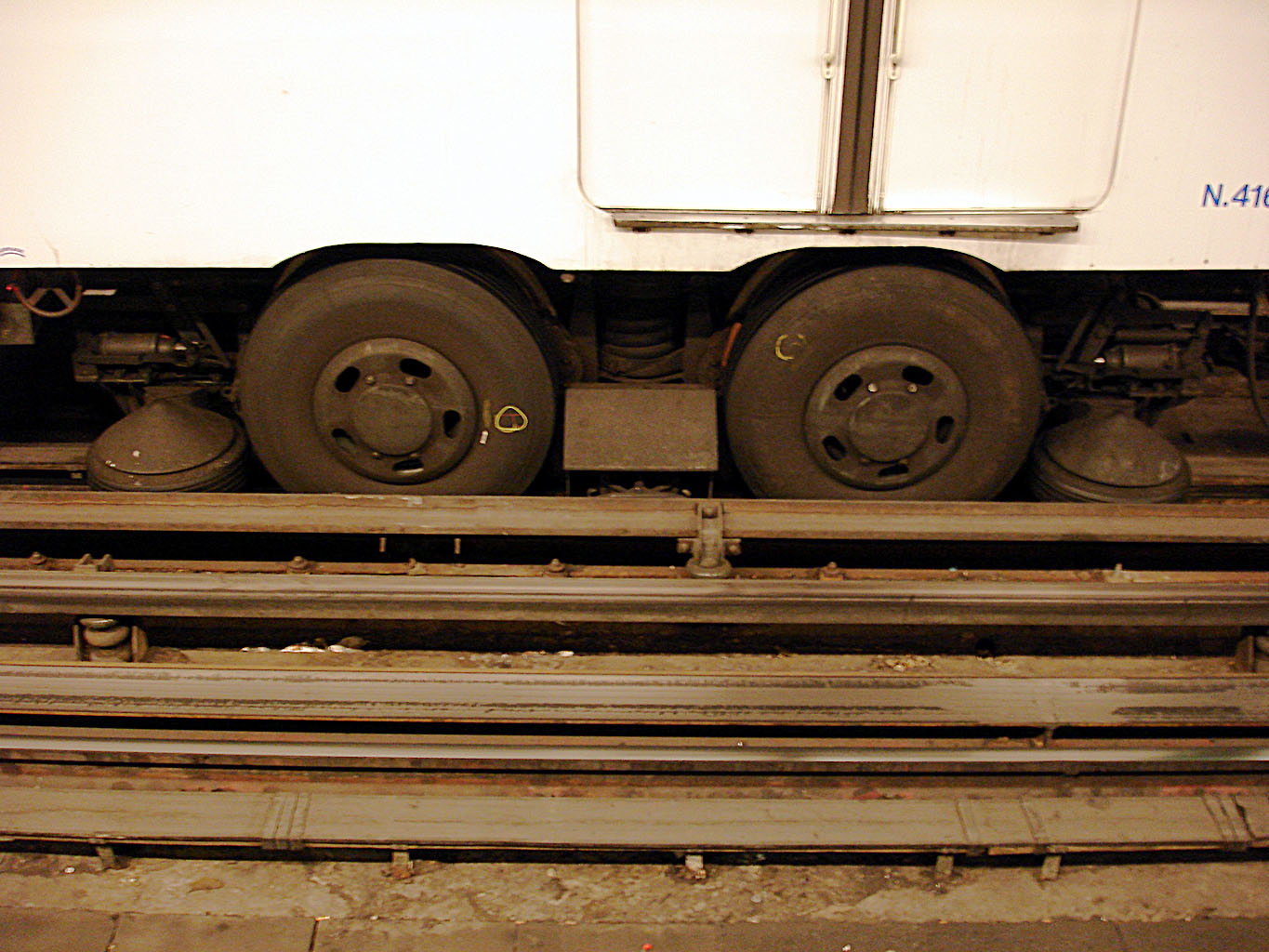
Rame de métro.

Au XXIe siècle, pour les motocyclettes et les automobiles, la chambre à air devient plus rare, remplacée par le pneu sans chambre à air, dit tubeless selon la terminologie anglophone.

## Toxicologie
Il est reconnu que certains travailleurs de l'industrie du caoutchouc sont exposés à un excès de risque d'allergies. 
Ils ont aussi un risque accru de certains cancers (cancer du larynx, cancer de la trachée, cancer des bronches et cancer des poumons, et moindrement mais significativement cancer de la prostate et cancer de la peau,. Ils ont aussi un risque accru de cancer du sang (leucémie), en particulier dans l'industrie qui produit les chambres à air. 
Ces problèmes de santé au travail ont été attribués à l'exposition des ouvriers à des effets génotoxiques de certains additifs ou composants du caoutchouc de synthèse et/ou aux solvants utilisés lors du process industriel (benzène notamment, bien connu pour son caractère cancérigène).
Il ne semble pas exister d'études précises à grande échelle, mais une étude cas-témoin de niche (2002) a conclu que les risques de leucémie dus à l'exposition au caoutchouc synthétique sont bien réels et augmentent avec le nombre d'années de travail dans une unité de fabrication de chambres à air (« Les modèles pour les variables d'exposition continue ont indiqué que travailler pendant un an dans le service des chambres à air était associé à une augmentation de 10 % de l'Odds ratio »), probablement suite à l'« exposition généralisée à divers agents cancérigènes dans le processus de fabrication des chambres à air » et pour cette raison, selon les auteurs, « l'élimination d'un seul agent (le benzène) peut ne pas éliminer le risque de leucémie dans l'ensemble de l'industrie ».

## Fin de vie, réutilisation, déchet

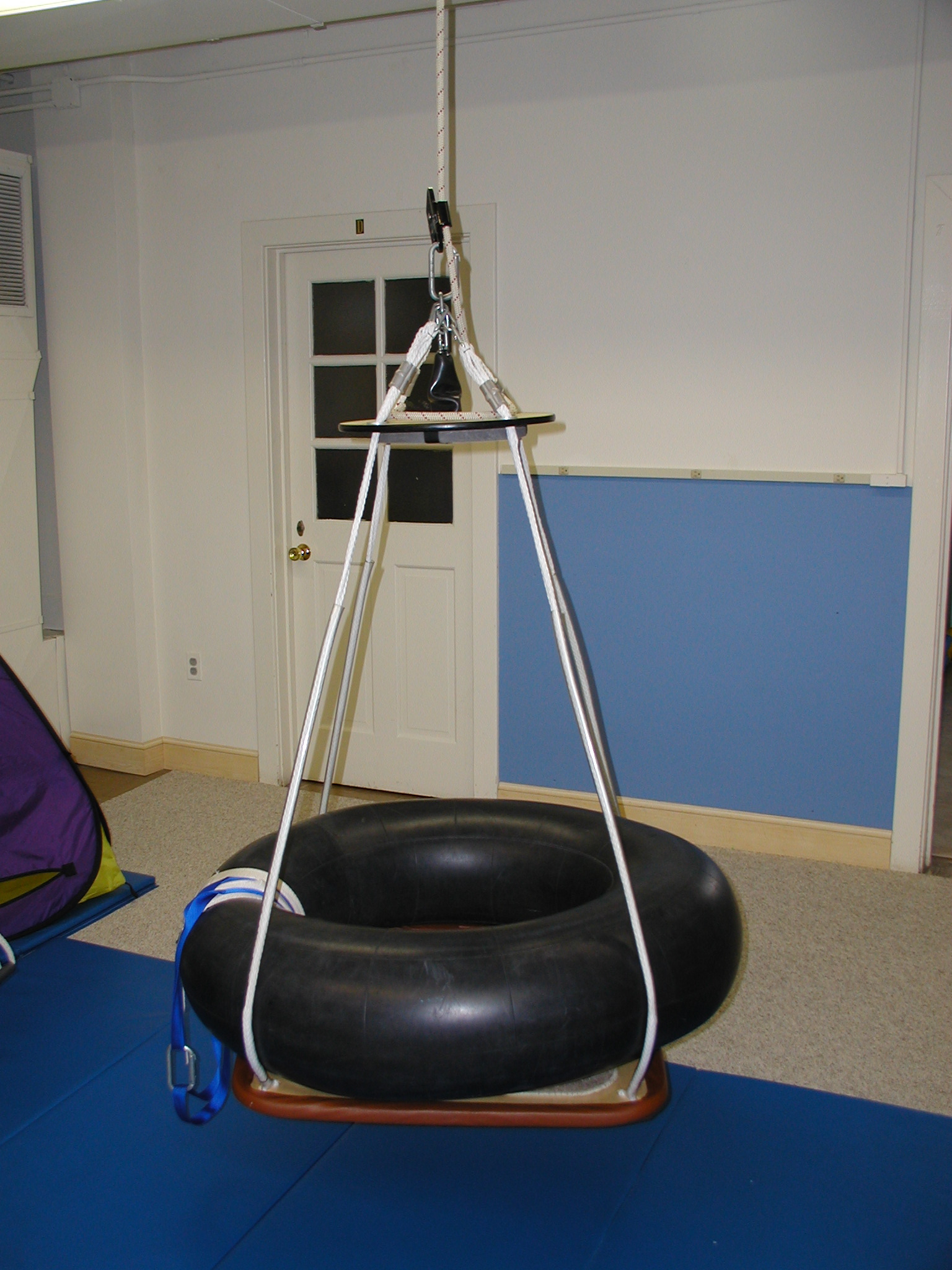
Exemple de réutilisation, en balançoire fabriquée pour une salle d'ergothérapie

Le caoutchouc des pneus et des chambres à air est très lentement et très peu biodégradable, et comprend des composés toxiques. En tant que déchet, il est donc souvent déchiqueté et utilisé comme combustible de substitution, et ainsi incinéré en cimenterie.
Pour faire entrer ce matériau dans les boucles se voulant vertueuses de l'économie circulaire, des méthodes mécaniques, thermomécaniques, cryomécaniques de broyage ont été testées ou utilisées, et d'autres approches, notamment de dévulcanisation à haute température (jusqu'à 240°C voire plus) dans un liquide ionique, solvants eutectiques (huile minérale aromatique ou paraffinique) activé par irradiation aux micro-ondes en présence d'un agent de dévulcanisation (éventuellement de type catalyseur, avec par exemple comme agents testés : l'hexadécylamine ou HDA, le disulfure de diphényle ou DPDS, le disulfure de N-cyclohexyl-2-benzothiozyl sulfénamide ou CBS, le disulfure de 2-mercaptobenzothiazole ou MBTS) sont en cours d'étude ou de développement. Une étude (2020) a aussi porté sur les effets ionisants et destructifs du rayonnement gamma, susceptible de modifier la structure et les propriétés des matériaux en vue d'un recyclage/récupération plus aisé des caoutchoucs, concluant à une « diminution des propriétés mécaniques pour les échantillons irradiés à des doses supérieures à 20 kGy ».
Les chambres à air, si elles ne sont que percées de trous de taille modeste, peuvent théoriquement être plusieurs fois réparées voire upcyclées. Elles sont parfois recyclées en bouées, éléments de balançoire, jouets pour enfant ou découpées pour en réutiliser le caoutchouc élastique pour d'autres usages, sans que l'on sache dans quelle mesure la toxicité de composants allergènes et cancérigènes tels que l'acrylonitrile puisse ou non poser des problèmes pour la santé, faute d'étude publiées pour le cas particulier des risques de relargage d'acrylonitrile à partir d'une chambre à air, notamment exposées à l'air et aux UV solaires.